# 혁련정 (고려)
혁련 정(赫連挺: 생몰년 미상)은 고려 문종~예종 때의 학자로, 《균여전》을 지은 사람으로 알려져 있다.

## 성씨
성씨 '혁련(赫連)'는 고려에서 비롯한 것이 아닌 흉노 계통이다.

## 이력
- 1075년(문종 29): 전(前) 진사로서 광종 때의 고승 균여의 전기 《균여전》을 지음.[2]
- 1100년(숙종 5): 요나라에 방물(方物: 토산물)을 바치러 감.[3]
- 1105년(예종 즉위): 장락전 학사·판제학원사(長樂殿學士·判諸學院事)로 임명받음.[4]

## 평가
13세기의 문신 김구는 그를 '호걸[豪偉]'이라 칭한 바 있다.